# Fana (Mali)
Pour les articles homonymes, voir Fana.
Ne doit pas être confondu avec Fama (Mali).
Fana est une ville du Mali, chef-lieu de la commune de Guégnéka, chef-lieu du cercle de Fana, dans la région de Dioïla. Elle compte, en 2009, près de 37 000 habitants. Fana est le deuxième site de production de coton du Mali après Koutiala.
Fana a accueilli la quatrième édition du Forum des peuples en 2005.

## Géographie
Fana se situe sur la route nationale 6 entre Bamako et Ségou, à respectivement 120 km et 100 km de ces deux villes. La ville est bâtie sur un plateau entre 350 et 320 m d'altitude dans la bassin hydrographique du Bani.

## Démographie
La ville de Fana connaît une croissance démographique importante qui atteint 5,5% entre les recensements de 1998 et de 2009.
| 1976  | 1987   | 1998   | 2009   |
| ----- | ------ | ------ | ------ |
| 7 243 | 11 854 | 20 434 | 36 854 |

## Sécurité
Fana a toujours été une ville paisible, loin des attaques terroristes qui sont monnaie courante dans le nord du Mali. Mais depuis 2018, les habitants de Fana vivent avec la peur des mystérieux « coupeurs de têtes ». En effet, depuis 2018, au moins huit personnes ont été tuées, décapitées. Six d'entre eux vivaient dans le quartier de Badialan. Les autorités soupçonnent des crimes rituels. 

## Économie
Une usine d'égrenage du coton de la CMDT est établie à  Fana.

## Cultes
La paroisse catholique, Saint Pierre Claver de Fana est fondée en 2008 et relève du diocèse de Ségou.